# Forshaga IF
Forshaga IF ist ein 1907 gegründeter schwedischer Sportklub aus Forshaga, der vor allem für seine Eishockeyabteilung bekannt ist.

## Geschichte
Der Verein wurde 1907 gegründet. Die Eishockeyabteilung nahm in der Saison 1944/45, von 1948 bis 1953 sowie von 1956 bis 1962 jeweils am Spielbetrieb der Division 1, der damals noch höchsten schwedischen Spielklasse, teil. Zudem trat die Mannschaft in den 1940er und 1950er Jahren mehrfach in der damals noch im Pokalmodus ausgetragenen schwedischen Meisterschaft an. Von 1999 bis 2001 sowie von 2003 bis 2005 spielte Forshaga IF in der mittlerweile drittklassigen Division 1. Nach einem zwischenzeitlichen Abstieg ist die Mannschaft in die dritte Liga, die nunmehr Hockeyettan heißt, zurückgekehrt.
Die Fußballabteilung spielte in der Saison 2012 in der Division 4.

## Bekannte ehemalige Sportler
- Nils Nilsson (Eishockey)
- Ulf Sterner (Eishockey)